# Vallo Torinese
Vallo Torinese (Val in piemontese) è un comune italiano di 783 abitanti della città metropolitana di Torino, in Piemonte.

## Geografia fisica
Vallo Torinese si trova in Val Ceronda ed il territorio comunale comprende il Vallone del Rio Tronta, un affluente di sinistra del torrente Ceronda.
Il comune è limitato a Nord-Ovest dal crinale spartiacque che divide i bacini del torrente Ceronda e della Stura di Lanzo nel tratto compreso tra il Monte Druina e il Monte Corno;
verso Sud il confine è rappresentato dalla Costa Druina e dal Rio Rumello, mentre verso Est il limite comunale si attesta sul Rio Tronta e sul versante meridionale del Monte Corno.
Oltre alle due cime sopra citate il territorio comunale comprende Il Turu (1.355 m).
Il centro comunale è collocato a 508 m s.l.m. poco a Sud del Rio Tronta; in direzione di Varisella si trova la frazione Gaiera (500 m s.l.m.), mentre più a valle, verso Fiano, sorge la frazione Spagna (459 m s.l.m.)

## Storia
La storia di Vallo è legata a quella della potente casata dei Visconti di Baratonia il cui nome deriva dall'omonimo centro abitato, attualmente nel comune di Varisella. Come quest'ultimo comune, nel 1927 (R.D. 11/11/1927) Vallo venne accorpato al comune di Fiano e ottenne l'autonomia solo col Decreto del presidente della Repubblica 22 marzo 1954, n. 280. 

## Società

### Evoluzione demografica
Abitanti censiti

## Amministrazione
Di seguito è presentata una tabella relativa alle amministrazioni che si sono succedute in questo comune.
1954 - 1956  Bergero Tomaso   Commissario Prefettizio ed a seguire i Sindaci: Bergero Ignazio 1956 - 1964
Caglio Sergio 1964-1970         Bergero Guido 1970 - 1972           Bussone Giovanni  1972 - 1995
| Periodo        | Periodo        | Primo cittadino    | Partito                              | Carica  | Note  |
| -------------- | -------------- | ------------------ | ------------------------------------ | ------- | ----- |
| 23 giugno 1985 | 20 maggio 1990 | Giovanni Bussone   | lista civica                         | Sindaco | [ 5 ] |
| 20 maggio 1990 | 24 aprile 1995 | Giovanni Bussone   | -                                    | Sindaco | [ 5 ] |
| 24 aprile 1995 | 14 giugno 1999 | Ausilio Bergero    | centro                               | Sindaco | [ 5 ] |
| 14 giugno 1999 | 14 giugno 2004 | Ausilio Bergero    | lista civica                         | Sindaco | [ 5 ] |
| 14 giugno 2004 | 8 giugno 2009  | Graziano Bergero   | lista civica                         | Sindaco | [ 5 ] |
| 8 giugno 2009  | 26 maggio 2014 | Graziano Bergero   | lista civica                         | Sindaco | [ 5 ] |
| 26 maggio 2014 | 9 giugno 2024  | Alberto Colombatto | lista civica: a servizio dei vallesi | Sindaco | [ 5 ] |
| 9 giugno 2024  | in carica      | Graziano Bergero   | lista civica                         | Sindaco | [ 5 ] |

### Altre informazioni amministrative
Sino al 2008 ha fatto parte della Comunità Montana Val Ceronda e Casternone, mentre ora è membro dell'Unione dei Comuni montani delle Valli di Lanzo, Ceronda e Casternone., ex Comunità montana Valli di Lanzo, Ceronda e Casternone.